# Acanthochromis polyacanthus

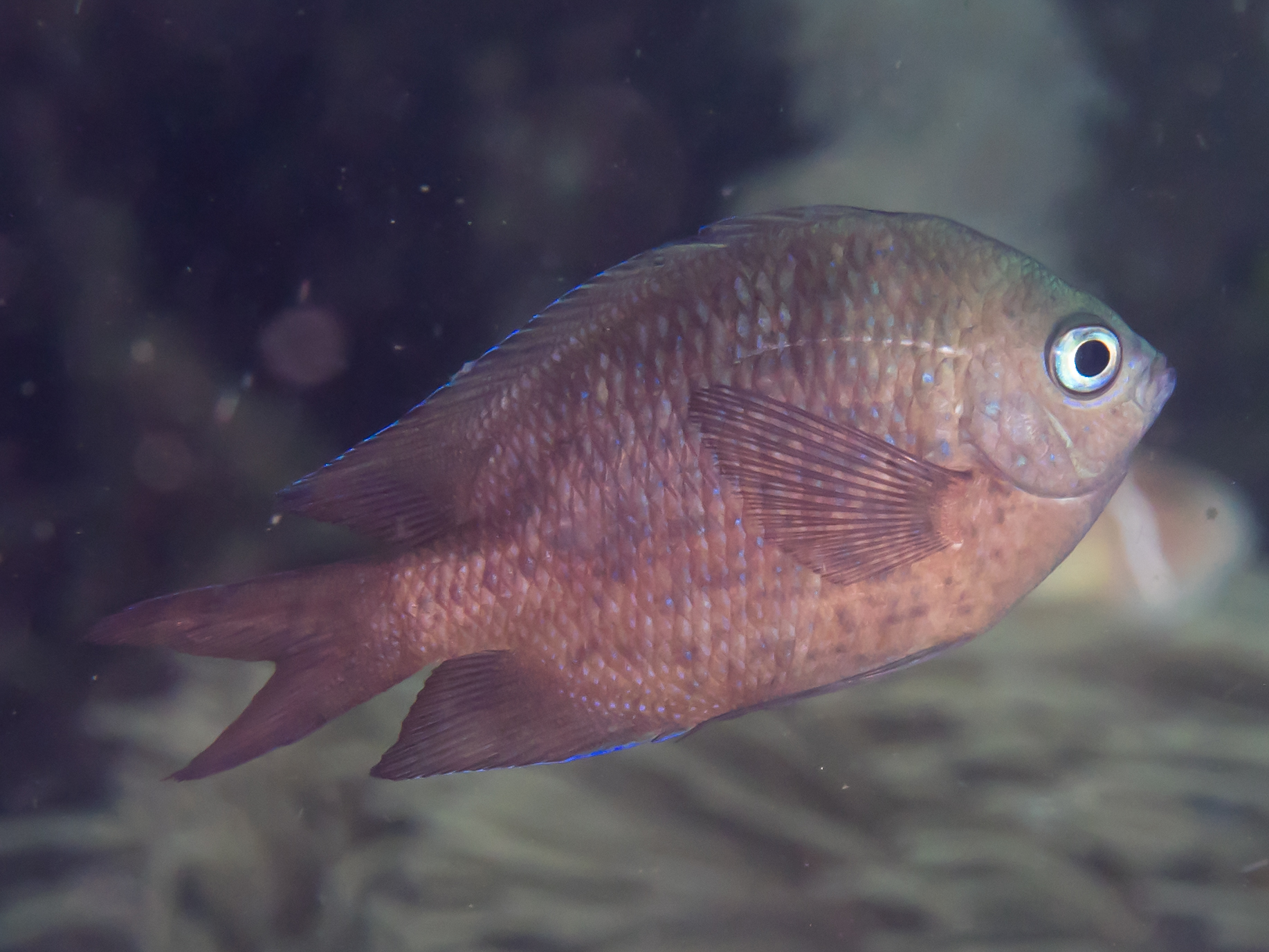
Una variante di colorazione

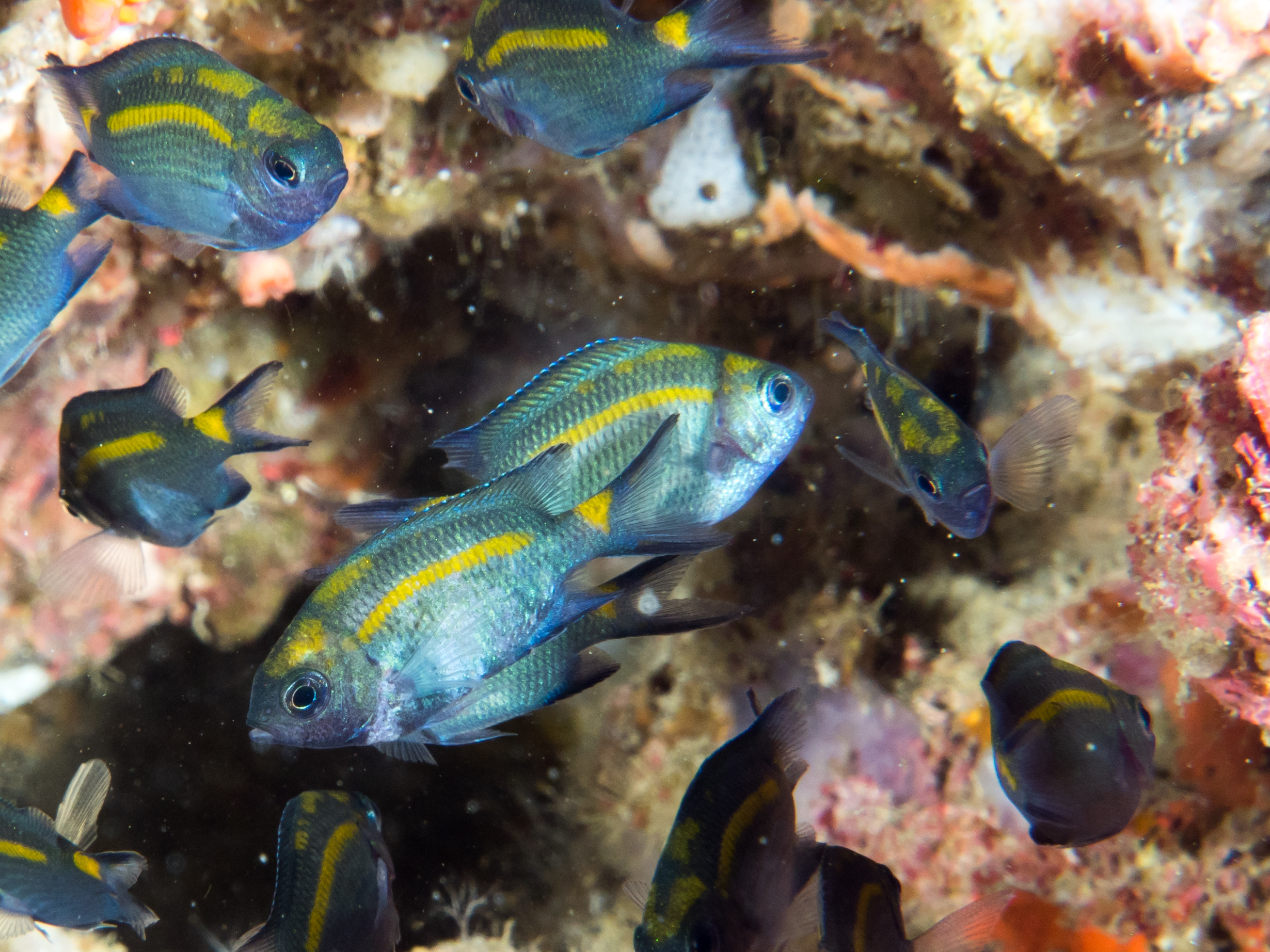

Acanthochromis polyacanthus (Bleeker, 1855) è un pesce osseo appartenente alla famiglia Pomacentridae, unico membro del genere Acanthochromis.

## Distribuzione e habitat
L'areale di questa specie comprende prevalentemente l'arcipelago formato dall'Indonesia, la Malaysia, la Nuova Guinea e gran parte della Melanesia (fino almeno alle isole Salomone e Vanuatu) e fino all'Australia del nord compresa la grande barriera corallina.
Popola le barriere coralline sia sul lato interno che su quello aperto all'oceano. Si trova anche nei porti e nelle lagune. 
Si può trovare a profondità comprese fra 1 e 65 metri, di solito non sotto i 15 metri.

## Descrizione
L'aspetto di questo pomacentride è simile a quello dei Chromis da cui si può distinguere per i 17 raggi spiniformi sulla pinna dorsale (di solito 11-12 nei Chromis). La livrea è variabilissima nelle diverse località in cui vive: può essere tutto nerastro, completamente grigio o verdognolo chiaro o avere la parte anteriore del corpo scura e la parte posteriore bianca, I giovanili hanno linee giallo vivo longitudinali sul corpo.
Raggiunge i 14 cm di lunghezza.

## Biologia

### Comportamento
I giovanili formano banchi di piccole dimensioni mentre da adulti diventano territoriali e vivono in coppie.

### Alimentazione
Si nutre di alghe bentoniche e di zooplancton.

### Riproduzione
Le coppie sono monogame e territoriali nel periodo nuziale. Le uova aderiscono al substrato. Si tratta dell'unico pomacentride a non avere uno stadio larvale planctonico. È una delle pochissime specie di pesci marini in cui i neonati vengono sorvegliati e protetti dai genitori.

### Predatori
Sono riportati casi di predazione da parte del serranide Plectropomus leopardus.

## Conservazione
Si tratta di una specie abbondante in tutto l'areale con popolazioni numericamente stabili. Per questo la Lista rossa IUCN la classifica come "a rischio minimo". Le uniche minacce potrebbero venire dalla cattura per il mercato acquariofilo, che però è molto limitata, e dalla pesca con esplosivi che viene praticata in parte dell'areale, che non ha come obiettivo questa specie.